# Nevjana Vladinova
Nevjana Stanimirova Vladinova (in bulgaro Невяна Станимирова Владинова?; Pleven, 23 febbraio 1994) è una ginnasta bulgara.

## Biografia
Vladinova ha iniziato a praticare la ginnastica ritmica all'età di 5 anni. Nel 2006 ha fatto il suo debutto internazionale da juniores, e nel 2011 è passata nella categoria senior. Ha partecipato agli Europei di Vienna 2013, ma è stato nel corso dell'anno successivo che ha iniziato a mettersi in evidenza, prendendo parte ai suoi primi campionati mondiali dove è giunta tredicesima nel concorso individuale. Sempre nel 2014, nella Finale Grand Prix, vince due medaglie d'argento nelle clavette e nel nastro e due bronzi nell'all-around e nella palla.
Nel 2015 Vladinova ha partecipato ai I Giochi europei disputati a Baku, in Azerbaigian, piazzandosi dodicesima nell'all-around e arrivando a disputare la finale delle clavette giungendo in quinta posizione. Successivamente disputa i Mondiali di Stoccarda classificandosi decima nel concorso individuale e non riuscendo, ancora una volta, ad accedere a nessuna finale di attrezzo.
Alle Olimpiadi di Rio de Janeiro 2016 la ginnasta bulgara ottiene un risultato di rilievo, raggiungendo la finale del concorso individuale e classificandosi al settimo posto col punteggio 70.733.
Sale per la prima volta sul podio dei campionati europei in occasione di Budapest 2017, una edizione per lei particolarmente positiva in cui, tra l'altro, ha gareggiato in tutte e quattro le finali di attrezzo. Insieme a Katrin Taseva e alla squadra bulgara junior vince il bronzo nella gara a squadre, e poi ottiene un altro terzo posto nel nastro superando, con 16.975 punti, la russa Aleksandra Soldatova (16.800). Con 16.800 punti, resta ai piedi del podio nella finale della palla dietro la bielorussa Alina Harnas'ko (17.550). Disputa i Giochi mondiali di Breslavia 2017 accedendo a tutte le finali di attrezzo, ottenendo come miglior risultato il quarto posto nel nastro (15.900) dietro la bielorussa Kacjaryna Halkina (16.475). È nuovamente medaglia di bronzo ai Mondiali di Pesaro 2017, posizionandosi terza nella palla (17.950) dietro le inarrivabili gemelle Averina e avendo la meglio sull'israeliana Linoy Ashram (17.925).
Insieme a Borjana Kalejn e Katrin Taseva vince la medaglia d'argento nella gara a squadre ai Mondiali di Sofia 2018, raggiungendo inoltre le finali di clavette e palla, mentre nel concorso generale giunge solamente quindicesima.
Sempre insieme a Kalejn e Taseva, con l'aggiunta dell'apporto della squadra juniores bulgara, vince la medaglia di bronzo agli Europei di Baku 2019 e da individualista si piazza quarta nel cerchio (20.700 punti) dietro l'israeliana Nicol Zelikman (20.950 punti).

## Palmarès
- Campionati mondiali di ginnastica ritmica

Pesaro 2017: bronzo nella palla.
Sofia 2018: argento nella gara a squadre.
- Campionati europei di ginnastica ritmica

Budapest 2017: bronzo nella gara a squadre e nel nastro.
Baku 2019: bronzo nella gara a squadre.